# 夏まゆみ
夏 まゆみ（なつ まゆみ、1962年3月23日 - 2023年6月21日）は、日本のダンスプロデューサー、コリオグラファー、演出家。ナツ・ファンキーハーツ代表。神奈川県出身。血液型O型

## 略歴
1980年、18歳でイギリスに渡り、その後、東京やニューヨークでダンスを学びつつ、役者・ダンサーとして活躍した。
1988年には、ダンスグループ「FUN-KEY HEARTS」を結成しイベントやショーの振り付けなどを手掛ける。
1992年からナインティナインや雨上がり決死隊等が所属していた吉本印天然素材のダンス指導、振り付けを8年間行う。
1993年、ニューヨークのアポロシアターにソロダンサーとして出演。
1997年、初めてNHK紅白歌合戦のステージングを担当。以後毎年20年以上にわたって続けた。
1998年、長野オリンピック閉会式での公式テーマソング振り付けを担当。同年、つんく♂プロデュースのモーニング娘。を立ち上げから育成・指導を行う。
2005年、秋元康総合プロデュースのもと、AKB48の指導に一般公募、立ち上げ前から約2年に亘って参加。劇場創設に力を注ぎ、合格者をプロフェッショナルへと指導、育成していった。さらに振り付け及び演出まで専任した。
2008年、マッスルミュージカル冬公演「～ザ・ベスト～」では、スーパーバイザーに就任。
2009年には、自ら考案した「FUN-KEY DANCING」を商標化。
2023年6月21日、がんのため死去。61歳没。訃報は同年7月6日、最後の著書『人はいつでも、誰だって「エース」になれる！ 心とからだが輝く72（ナツ）の言葉』を出版したビジネス社によって公表された。訃報を受け、モーニング娘。の立ち上げを共にした盟友でもあり、夏と同様にがんを経験したつんく♂も自身のブログで夏を追悼した。同年8月28日にはホテルニューオータニ・芙蓉の間でお別れの会が行われ、飯田圭織、保田圭、矢口真里、市井紗耶香、モーニング娘。'23（夏の死去当時の現役メンバー）、大島麻衣、パパイヤ鈴木など、夏と関わりの深い著名人が参列した。

## 人物
- 生涯で手掛けたアーティストは300組以上にも及ぶ[2]。
- モーニング娘。では独自性も交えた振り付けを行った。夏が指導した当時のメンバー達は「つんく♂さんは生みの親、夏先生は育ての親」と称している。また、短期間で多くの振り付けを習得させなければならず過酷な練習を課すことが多い中、テレビ東京系『ASAYAN』にてスパルタ教育ぶりがフィーチャーされたことで「厳しい夏先生」のイメージが定着していった[5]。
- 音楽番組において、作詞家・作曲家と同様に振付師の名前もクレジット表示してもらうために働きかけを精力的に行い、業界の地位向上に尽力した[6]。
- プロ野球では広島東洋カープと読売ジャイアンツのファンである[7]。

## 主な振付作品

### CDシングル・MV

#### ハロー!プロジェクト関連
青色7
- 青いスポーツカーの男

あか組4
- 赤い日記帳

安倍なつみ
- だって 生きてかなくちゃ

おどる♥11
- 幸せきょうりゅう音頭

カントリー娘。に石川梨華（モーニング娘。）
- 初めてのハッピーバースディ!
- 恋人は心の応援団
- 色っぽい女 〜SEXY BABY〜
- BYE BYE 最後の夜

後藤真希
- 愛のバカやろう
- うわさのSEXY GUY

三人祭
- チュッ! 夏パ〜ティ

10人祭
- ダンシング! 夏祭り

セクシー8
- 幸せですか?

太陽とシスコムーン
- 月と太陽
- ガタメキラ
- 宇宙でLa Ta Ta

タンポポ
- Motto
- たんぽぽ
- 聖なる鐘がひびく夜
- 乙女 パスタに感動
- 恋をしちゃいました!
- 王子様と雪の夜

ドリームモーニング娘。
- シャイニング バタフライ

7人祭
- サマーれげぇ!レインボー

バカ殿様とミニモニ姫。
- アイ〜ン体操/アイ〜ン!ダンスの唄

ハッピー♥7
- 幸せビーム!好き好きビーム!

H.P.オールスターズ
- ALL FOR ONE & ONE FOR ALL!

美勇伝
- 一切合切 あなたに§あ・げ・る♪

藤本美貴
- ロマンティック 浮かれモード
- ボーイフレンド
- ブギートレイン'03

プッチモニ
- ちょこっとLOVE
- 青春時代1.2.3!/バイセコー大成功!
- BABY! 恋にKNOCK OUT!
- ぴったりしたいX'mas!

Berryz工房
- ギャグ100回分愛してください
- 笑っちゃおうよ BOYFRIEND

ミニモニ。
- ミニモニ。ジャンケンぴょん!/春夏秋冬だいすっき!
- ミニモニ。テレフォン! リンリンリン/ミニモニ。バスガイド
- ミニモニ。ひなまつり!/ミニ。ストロベリ〜パイ
- ロックンロール県庁所在地〜おぼえちゃいなシリーズ〜
- ミニモニ。数え歌〜お風呂ば〜じょん〜/ミニモニ。数え歌〜デートば〜じょん〜

モーニング娘。
- 愛の種
- モーニングコーヒー
- サマーナイトタウン
- 抱いてHOLD ON ME!
- Memory 青春の光
- 真夏の光線
- ふるさと
- LOVEマシーン
- 恋のダンスサイト
- ハッピーサマーウェディング
- I WISH
- 恋愛レボリューション21
- ザ☆ピ〜ス!
- Mr.Moonlight 〜愛のビッグバンド〜
- そうだ! We're ALIVE
- Do it! Now
- ここにいるぜぇ!
- モーニング娘。のひょっこりひょうたん島
- AS FOR ONE DAY
- シャボン玉
- Ambitious! 野心的でいいじゃん

モーニング娘。誕生10年記念隊
- 愛しき悪友へ

モーニング娘。20th
- モーニングコーヒー (20th Anniversary Ver.)

#### AKB48関連
AKB48
- 桜の花びらたち
- スカート、ひらり
- 会いたかった
- 制服が邪魔をする
- 軽蔑していた愛情
- BINGO!
- 僕の太陽
- 夕陽を見ているか?

Chocolove from AKB48
- 明日は明日の君が生まれる

#### その他関連
EE JUMP
- おっととっと夏だぜ!
- イキナリズム!

Umika as Yamako
- MajiでKoiする5秒前[8]

関東裸会 三羽烏
- 答 -answer is my life-

CUBERS
- メジャーボーイ[9]

けん♀♂けん（研ナオコ&志村けん）
- 銀座あたりでギン!ギン!ギン!

郷ひろみ with HYPER GO号
- なかったコトにして

コガメロン（小金沢昇司&メロン・ゲタネツ）
- うららか・に

篠原涼子
- リズムとルール

シャ乱Q
- 愛 Just on my Love

推定少女
- しょうちのすけ[10]

鈴木蘭々
- 泣かないぞェ[11]

ZONE
- GOOD DAYS

ソニン
- 東京ミッドナイト ロンリネス

featuring 市井紗耶香+with d.
- 『はじまりのカウントダウン』 #Episode 0

槇原敬之
- Are You OK?

真琴つばさ
- 綺羅－KIRA

MALICE MIZER
- ILLUMINATI

観月ありさ
- BREAK ALL DAY!
- 女神の舞
- VACATION

WaT
- Ready Go!

### CM
- タカラ「e-kara」
- HONDA「クレアスクーピー」
- 日本移動通信「IDO・PDC」
- 旭化成「ラップ&ジップキャンペーン」
- グリコ「アーモンドチョコレート」
- グリコ「ポッキー」
- 東洋水産「ヌー大陸」
- ポッカ「ブルックボンド紅茶」
- HITACHI「PAMエアコン白くまくん」
- 富士フイルム「写ルンです」
- 明治製菓「カール」
- アース製薬「バスロマン」
- LION「Ban」
- ロッテ「キシリトールガム」
- サイサン「Gas One」
- ERA
- サントリー「マカディアスパークリング」
- 日清食品「太麺堂々」[12]
- エスエス製薬「ハイチオールB」[13]
- 伊藤園「健康ミネラルむぎ茶」[14]
- ケロッグ「ポップコーングラノラ」[15]

### 舞台
- 吉本印天然劇場
- 郁恵・井森のちょっとEntertainment「女はフルコース」
- ミュージカル「新版艶豊富彩踏画」
- ミュージカル「OH!うるわしたい」
- モーニング娘。のミュージカル「LOVEセンチュリー 〜夢はみなけりゃ始まらない〜」
- モーニング娘。のミュージカル「モーニング・タウン」
- 後藤真希主演ミュージカル「けん&メリーのメリケン粉オンステージ！」
- モーニング娘。主演ミュージカル「江戸っ娘。忠臣蔵」
- 松浦亜弥主演ミュージカル「リアルオーディション‼」
- モーニング娘。主演ミュージカル「HELP!! 熱っちい地球を冷ますんだっ。」
- 愛・地球博パートナーシップ事業イベント
- AKB48劇場公演 チームA 1st Stage「PARTYが始まるよ」
- AKB48劇場公演 チームA 2nd Stage「会いたかった」
- AKB48劇場公演 チームA 3rd Stage「誰かのために」
- AKB48劇場公演 チームA 4th Stage「ただいま恋愛中」
- AKB48劇場公演 チームK 1st Stage「PARTYが始まるよ」
- AKB48劇場公演 チームK 2nd Stage「青春ガールズ」
- AKB48劇場公演 チームK 3rd Stage「脳内パラダイス」
- AKB48劇場公演 チームB 1st Stage「青春ガールズ」
- AKB48劇場公演 ひまわり組 1st Stage「僕の太陽」
- マッスルミュージカル2007 冬公演「〜ザ・ベスト〜」
- 方南ぐみ企画公演「伊賀の花嫁」[16]
- 方南ぐみ企画公演「伊賀の花嫁 その二 鬼は外編」
- 方南ぐみ企画公演「伊賀の花嫁 その三 ズルい女編」[17]

### 映画
- 雷電（1994年5月28日、ヒーロー）
- 溺れる魚（2001年2月3日、東映）
- 仔犬ダンの物語（2002年12月14日、東映）
- ミニモニ。じゃムービー お菓子な大冒険！（2002年12月14日、東映）
- female「Dancing Erotic Female」（2005年5月14日、東芝エンタテインメント） - 演出・振付
- 伝染歌（2007年8月18日、松竹）
- 私の優しくない先輩（2010年7月17日、ファントム・フィルム）[8]
- 劇場版 ドルメンX（2018年6月15日、KATSU-do）[18]

### DVD
- アイドルみたいに踊りたい！ 夏まゆみのファンキー・ダンシング☆キッズ（2004年11月26日、TDKコア）

## 出演

### テレビ
- プレバト!!（毎日放送、天才凡人ランキング・リズム感の審査員）
- 24時間テレビ 46(日本テレビ、 明日のために繋がろう)

### その他
- ハロー!アイドルデビュー（2004年12月9日、TDKコア） - 本人 役
ゲームボーイアドバンス用ゲームソフト（女の子向けのアイドル育成ゲーム）

## 書籍

### 著書
- 変身革命 You can do it!（2003年1月5日、ワニブックス ISBN 978-4-8470-1495-6）
- ダンスのための準備運動 ケガをしない身体づくり/ケガをさせない指導法（2013年1月23日、キッズネット ISBN 978-4-04-895470-9）
- ダンスの力 モーニング娘。AKB48…愛する教え子たちの成長物語（2014年4月22日、学研パブリッシング ISBN 978-4-05-405903-0）
- エースと呼ばれる人は何をしているのか（2014年6月3日、サンマーク出版 ISBN 978-4-7631-3362-5）
- 夢は、強く思った人からかなえられる（2016年4月18日、サンマーク文庫 ISBN 978-4763160720）
- 教え子が成長するリーダーは何をしているのか（2017年6月22日、サンマーク出版 ISBN 978-4763136138）
- 人はいつでも、誰だって「エース」になれる！ 心とからだが輝く72（ナツ）の言葉（2023年3月1日、ビジネス社 ISBN 978-4828424958）

### ムック本
- FUN-KEY DANCING DIET（2013年5月25日、KKベストセラーズ ISBN 978-4-584-20503-7）